# Tarek Salman
Tarek Salman Sulejman Auda – (arab. ‏طارق سلمان سليمان عودة‎, ur. 5 grudnia 1997 w Al-Wakrze) katarski piłkarz grający na pozycji środkowego obrońcy w klubie Al Sadd i reprezentacji Kataru. Złoty medalista Pucharu Azji 2019.

## Kariera
Tarek Salman grał w młodzieżowych klubach Al-Wakrah SC i Al-Duhail SC. Potem wyjechał do Hiszpanii. Tam występował w juniorskich zespołach Realu Sociedad, Deportivo Alavés i Cultural y Deportiva Leonesa. W sezonie 2017/18 został wypożyczony do Atlético Astorga FC. W 2018 roku powrócił do Kataru. Od tamtej pory występuje w barwach Al Sadd.
Tarek Salman grał w młodzieżowych kadrach Kataru: U-19, U-20 i U-23. W seniorskiej reprezentacji Kataru zadebiutował 23 sierpnia 2017 roku w towarzyskim meczu z Turkmenistanem. Znalazł się w kadrze na Pucharu Azji 2019. Turniej zostały wygrany przez Katar, a Salman był w reprezentacji podstawowym środkowym obrońcą.
Został powołany także na Copa América 2019, Złoty Puchar CONCACAF 2021, Mistrzostwa Świata 2022, Złoty Puchar CONCACAF 2023 oraz Puchar Azji 2023.